# Charles Patin

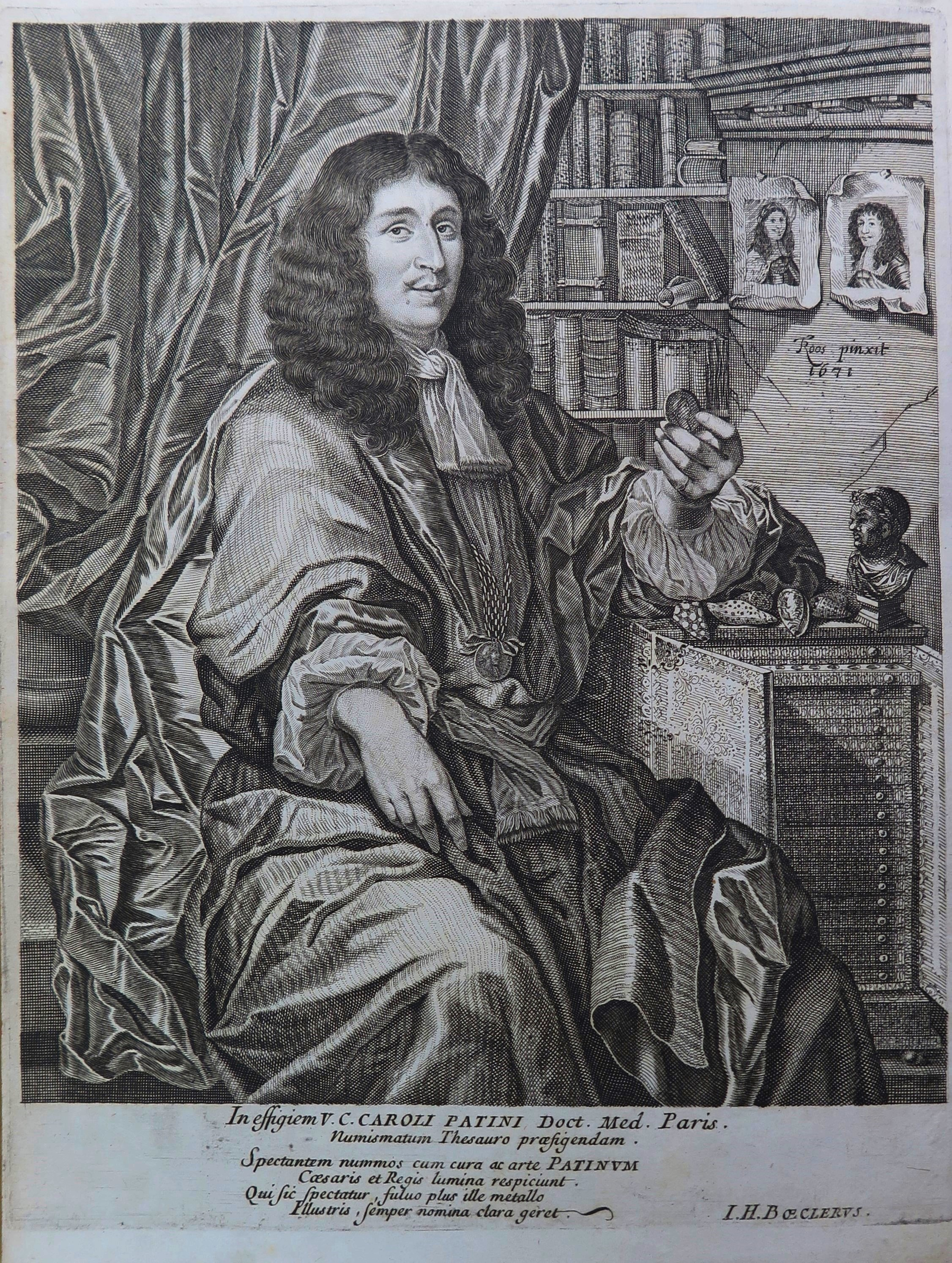
Theodor Roos: Charles Patin in seinem Studio, 1671

Charles Patin (* 23. Februar 1633 in Paris; † 10. Oktober 1693) war ein französischer Arzt und Numismatiker.

## Leben
Charles Patin war der Sohn des angesehenen Pariser Professors der Medizin Guy Patin. Seine Mutter brachte ihm mit drei Jahren das Lesen bei, mit vier das Schreiben, und mit sechs konnte er sich an lateinischen Gesprächen beteiligen. Er erhielt eine umfassende humanistische Bildung und lernte auch mehrere moderne Sprachen. Nach dem Willen eines reichen, kinderlosen Onkels studierte er dann die Rechte, promovierte 1649 und praktizierte sechs Jahre lang als Advokat. Dann wandte er sich auf Wunsch seines Vaters in Paris der Medizin zu, doktorierte im Jahre 1657, führte eine erfolgreiche Praxis und hielt Vorlesungen an der Universität. Auch beschäftigte er sich intensiv mit dem klassischen Altertum, insbesondere antiken Münzen. Dass er neben seinem Beruf das Recht auf eine zweite, entspannende Tätigkeit habe, daran hat er sein Leben lang festgehalten.
Charles Patin wie sein Vater besaßen nicht nur bedeutende Bibliotheken, sondern schmuggelten auch in großer Menge Bücher aus den Niederlanden in die französische Hauptstadt. Im November 1667 führte die Polizei beim Sohn eine Hausdurchsuchung durch, zwölf Tage später wurde ein Haftbefehl ausgestellt. Charles wurde in der Folge zu einer lebenslangen Galeerenstrafe verurteilt, während man den Vater nicht weiter behelligte. Die Hintergründe der Affäre waren komplex. Klar scheint, dass letztlich der mächtige Colbert dahinter stand und dass ein Exempel statuiert werden sollte. Im Übrigen ist die Strafe nie vollzogen worden: Charles Patin wurde gewarnt und ging in die Emigration. Er ist nie mehr nach Frankreich zurückgekehrt.
Patins erstes Ziel war Heidelberg. In den folgenden Jahren unternahm er weite Reisen. Patin reiste gern, er wurde überall gut aufgenommen und scheint auch nie ernsthafte finanzielle Probleme gehabt zu haben. Bis nach Wien und Prag ist er gekommen, nach Berlin und Dresden, in die Niederlande und nach London, in Italien schließlich bis Rom.  Überall ging er an Universitäten und Fürstenhöfe, lernte Kollegen und ihre Heilmethoden kennen und besuchte höfische und private Sammlungen. Vor allem interessierten ihn die Münzen, er zeichnete sie fleißig ab und erwarb sich so ausgedehnte Kenntnisse und Material für weitere Publikationen. Auch mit Büchern hat er weiterhin gehandelt, gelegentlich auch mit anderem. In Basel wohnte er nach einem ersten Besuch im März 1671 vom Februar bis Oktober 1673 und, nach einer Italienreise, wieder vom Juli 1674 an, Mitte Oktober traf auch seine Frau von Paris her ein, während die Töchter weiter in der Schule von Port-Royal bei Paris blieben.  Patin gewann in Sebastian Faesch einen vertrauten Freund, verkehrte mit Professoren der Universität und publizierte mehrere Bücher, darunter das Lob der Torheit von Erasmus mit den berühmten Randzeichnungen von Holbein, samt Lebensbeschreibung und Werkkatalog des Künstlers. Dieses Werk widmete er Colbert, dem Minister Ludwigs XIV., denn er hatte erfahren, dass der französische Hof ihm wieder gnädig gesinnt sei. Charles Patin lebte bis November 1675 in Basel. Da es aber im Verlauf des Holländischen Krieges in der Freigrafschaft, im Elsass und in Baden immer wieder zu Kämpfen kam, wurde ihm der Aufenthalt am Rhein zu riskant, und er zog weiter nach Italien.
Im Frühling 1676 ließ sich Charles Patin in Padua nieder, und im September desselben Jahres erhielt er eine Professur, wie man ihm versprochen hatte, allerdings nur die mager besoldete ad lecturam tertii libri Avicennae. 1679 holte er auch seine Töchter nach Padua, sodass die Familie endlich wieder vereint war. 1681 dann bekam er den ersten Lehrstuhl für Chirurgie (denselben, welche einst Vesal versehen hatte), und 1683 endlich denjenigen für praktische Medizin, den zweithöchsten in der Fakultät. Als Professor hat Patin zahlreiche Reden gehalten und auch drucken lassen, dabei blieb er in seinem Fach konservativ, und von seiner privaten Praxistätigkeit erfährt man kaum etwas. Aber er brachte Leben in das kulturelle und gesellschaftliche Leben von Stadt und Universität. Rasch fand er Zugang zur maßgebenden Gesellschaft in Padua und Venedig. Schon bei einem früheren Besuch 1674 war er in die Accademia dei Ricovrati aufgenommen worden, 1678/79 amtierte er als Präsident. Unter ihm erlebte die Akademie ihre glänzendste Zeit: Über siebzig neue Mitglieder wurden aufgenommen, darunter viele Nicht-Italiener, drei öffentliche Sitzungen fanden statt, mehrere Gelegenheitsschriften erschienen, und unter den Feiern besonders denkwürdig war die Ehrung von Elena Lucrezia Cornaro Piscopia, welche eben, als weltweit ersten Frau, in Padua promoviert hatte. Hoch geschätzt wurde Patin auch als Kenner und Vermittler von Münzen und anderen Antiquitäten. Die Beziehungen Venedigs mit dem Orient gaben ihm Zugang auch zu den Münzen aus dem griechischen Teil der antiken Welt, wobei er sich weitgehend auf die Zeit der römischen Kaiser beschränkte. Aus derselben Region und Epoche stammen auch die griechische Inschrift und die vier Grabstelen, welche er erworben und publiziert hat und die sich alle heute im Museo Maffeiano in Verona befinden. 1679 wurde Patin Cavaliere di San Marco, was eine Art venezianische Ehrenbürgerschaft bedeutete, und im selben Jahr wählte man ihn in Wien zum Mitglied (Matrikel-Nr. 87) der Leopoldina.

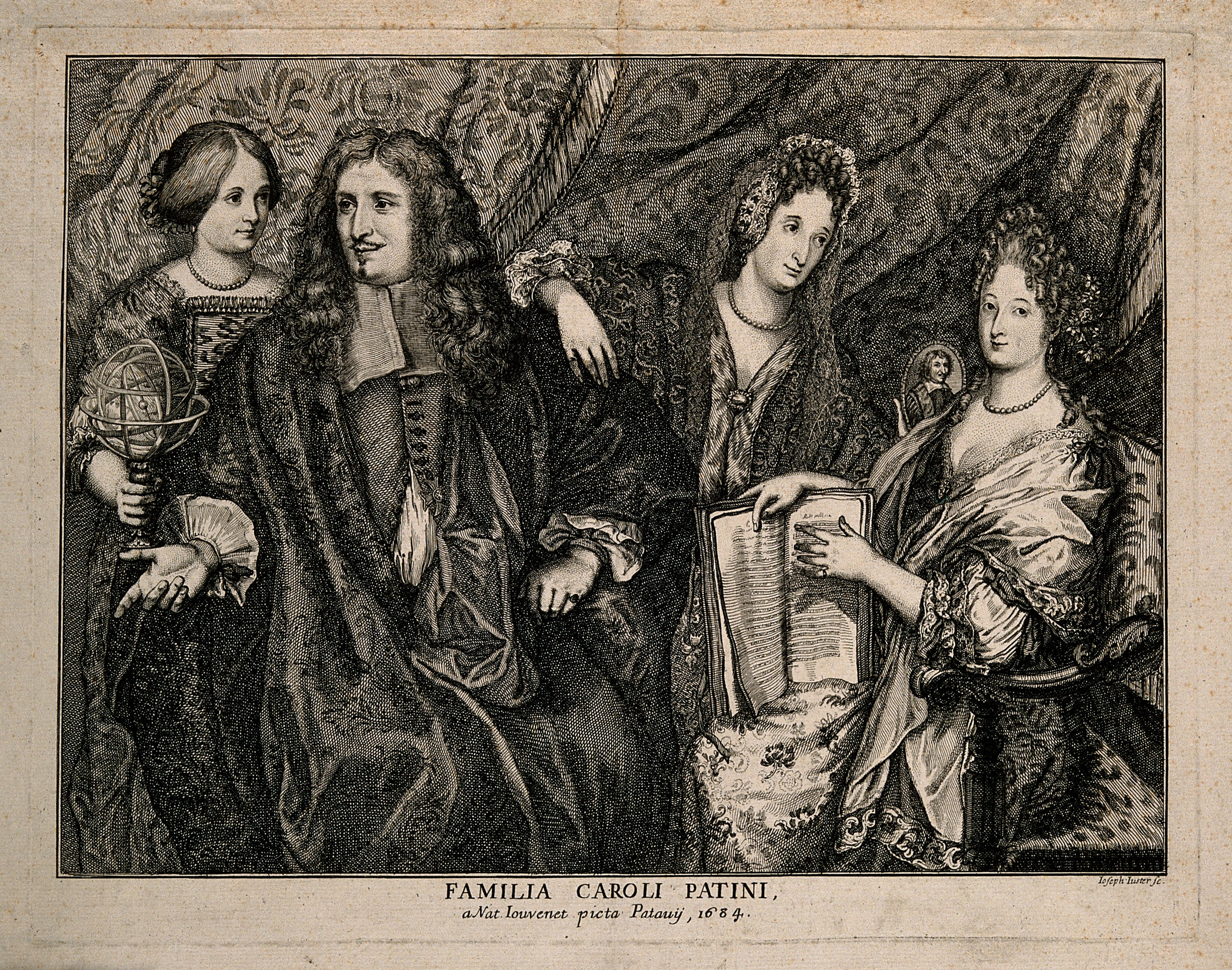
Charles Patin, seine Frau Madeleine und die Töchter Charlotte-Catherine und Gabrielle-Charlotte (1684)

Charles Patin war verheiratet mit Madeleine, der Tochter des Pariser Arztes Pierre Hommetz. Mit ihr hatte er zwei Töchter, Charlotte-Catherine (ca. 1666–1744) und Gabrielle-Charlotte (ca. 1672–?). Beide erhielten eine gediegene Bildung. Seine Frau wie auch die beiden Töchter ließ Patin in Padua in die Accademia dei Ricovrati aufnehmen. Die Töchter sind mit kleineren Publikationen an die Öffentlichkeit getreten: Charlotte-Catherine hat unter anderem ausgewählte Gemälde beschrieben, von Gabrielle-Charlotte ist eine numismatische Abhandlung erschienen.

## Würdigung
Charles Patin war einer der bedeutendsten und bekanntesten Numismatiker seiner Zeit. Seine Introduction à l’histoire par la connoissance des médailles blieb, vor allem in der erweiterten lateinischen Fassung von 1683 (Introductio ad historiam numismatum) für etwa hundert Jahre eine Grundlage der antiken Numismatik. Er war international gut vernetzt, und durch Käufe, Verkäufe und Tauschgeschäfte, die er intensiv betrieben hat, wandelte sich seine eigene Sammlung ständig, so sehr, dass das Buch, in welchem er sie 1672 publiziert hat (Thesaurus numismatum e musaeo Caroli Patini), geradezu als Verkaufskatalog angesehen werden kann. Die Fluktuation erlaubte ihm aber auch, immer neue Münzen kennen zu lernen und zu studieren, viel mehr, als er mit seinen nicht unbeschränkten Mitteln definitiv hätte erwerben können.
Wie Charles Patin sich in Szene zu setzen wusste, daran haben sich manche seiner Zeitgenossen gestoßen. Auch soll er Käufer von Münzen und Medaillen mit übersetzten Preisen, mit minderwertigen Exemplaren und auch Fälschungen übervorteilt haben. Wie weit solche Vorwürfe berechtigt sind, muss offen bleiben, seinem guten Ruf und hohen Ansehen als Gelehrten und Kenner haben sie jedenfalls kaum geschadet.
Charles Patin hat sich mehrmals porträtieren und sein Bildnis häufig stechen lassen, es ist in zahlreichen seiner Bücher zu finden.

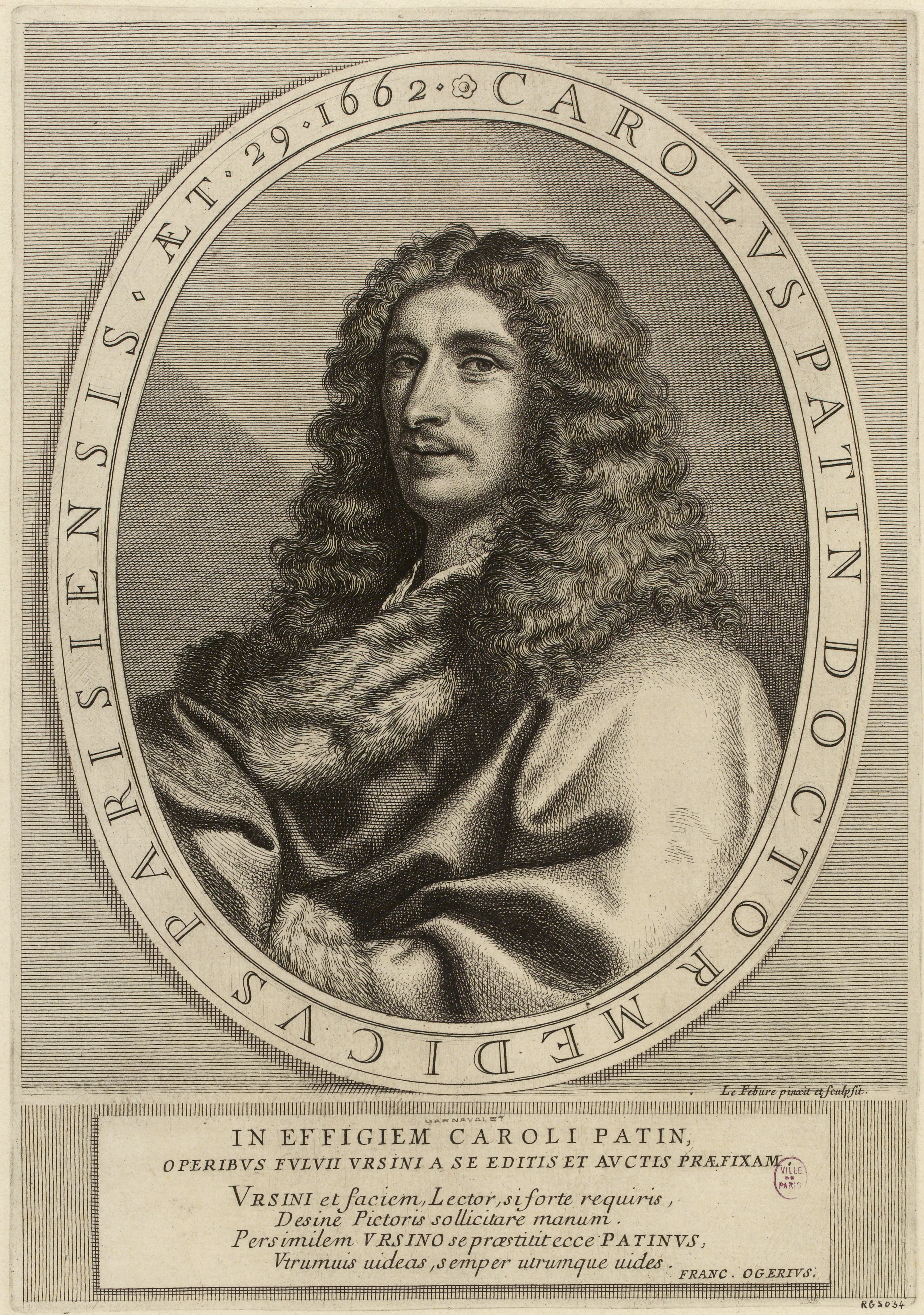
Charles Patin, 1662
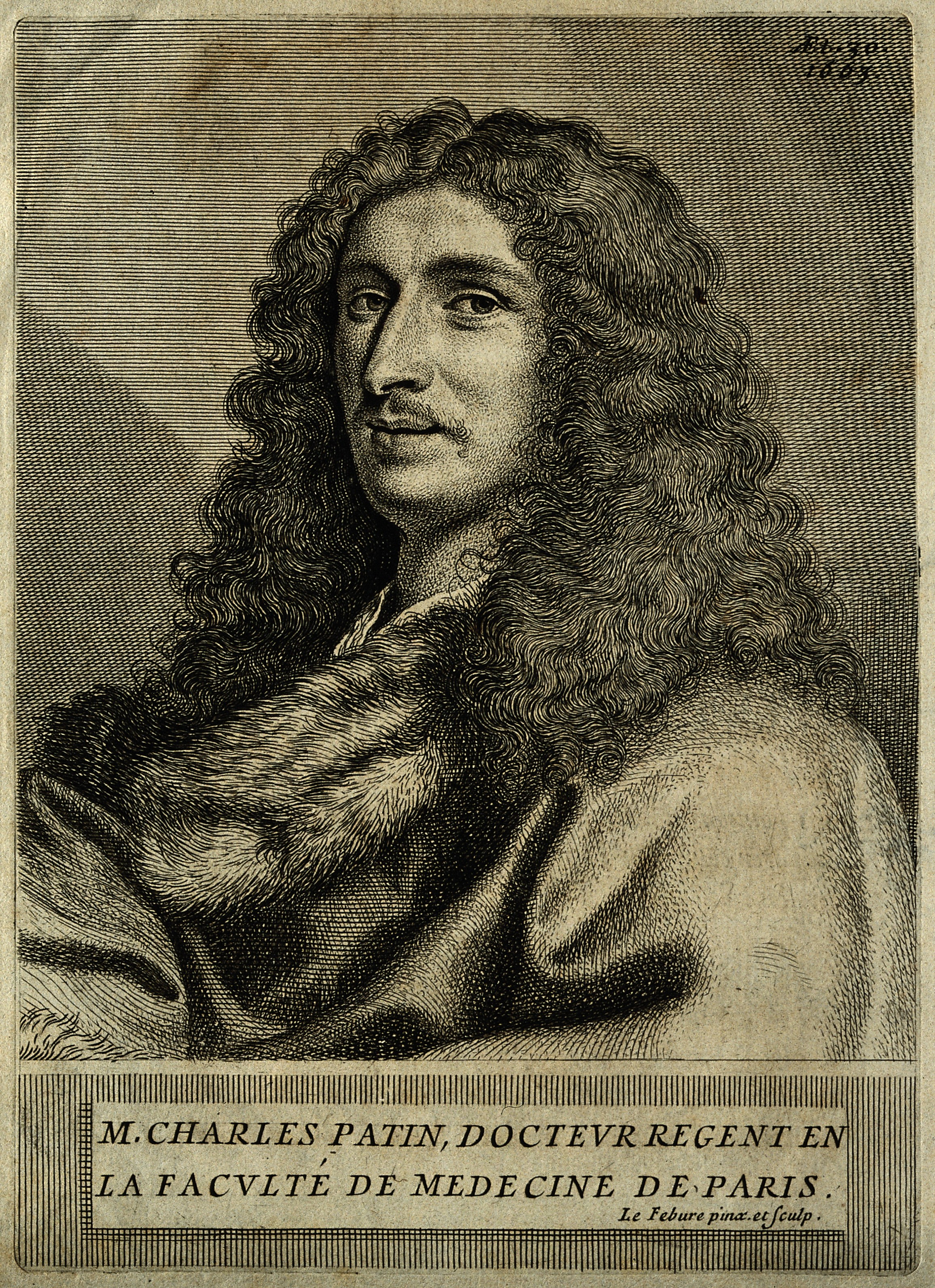
Charles Patin, 1663
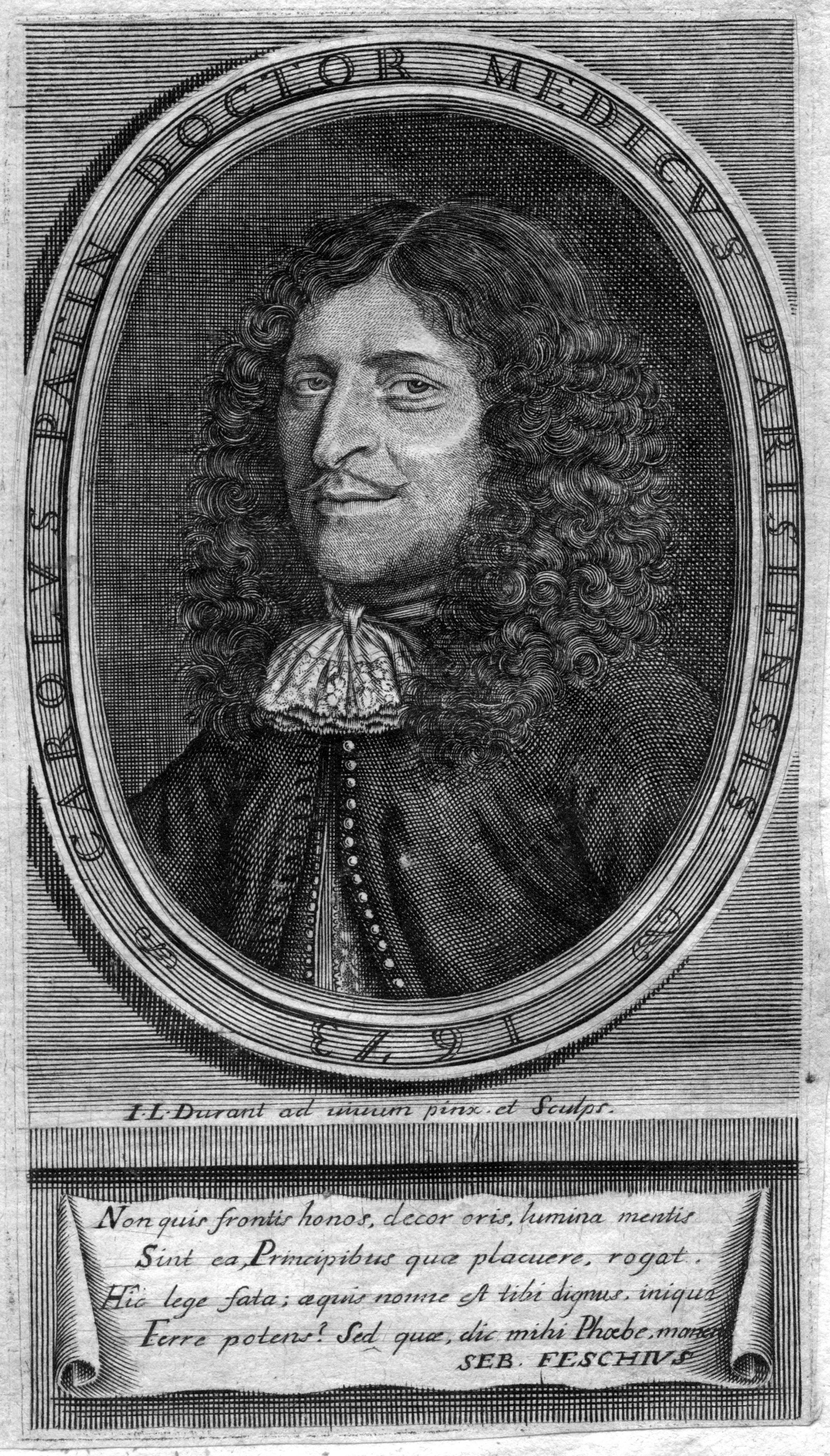
Charles Patin, 1673
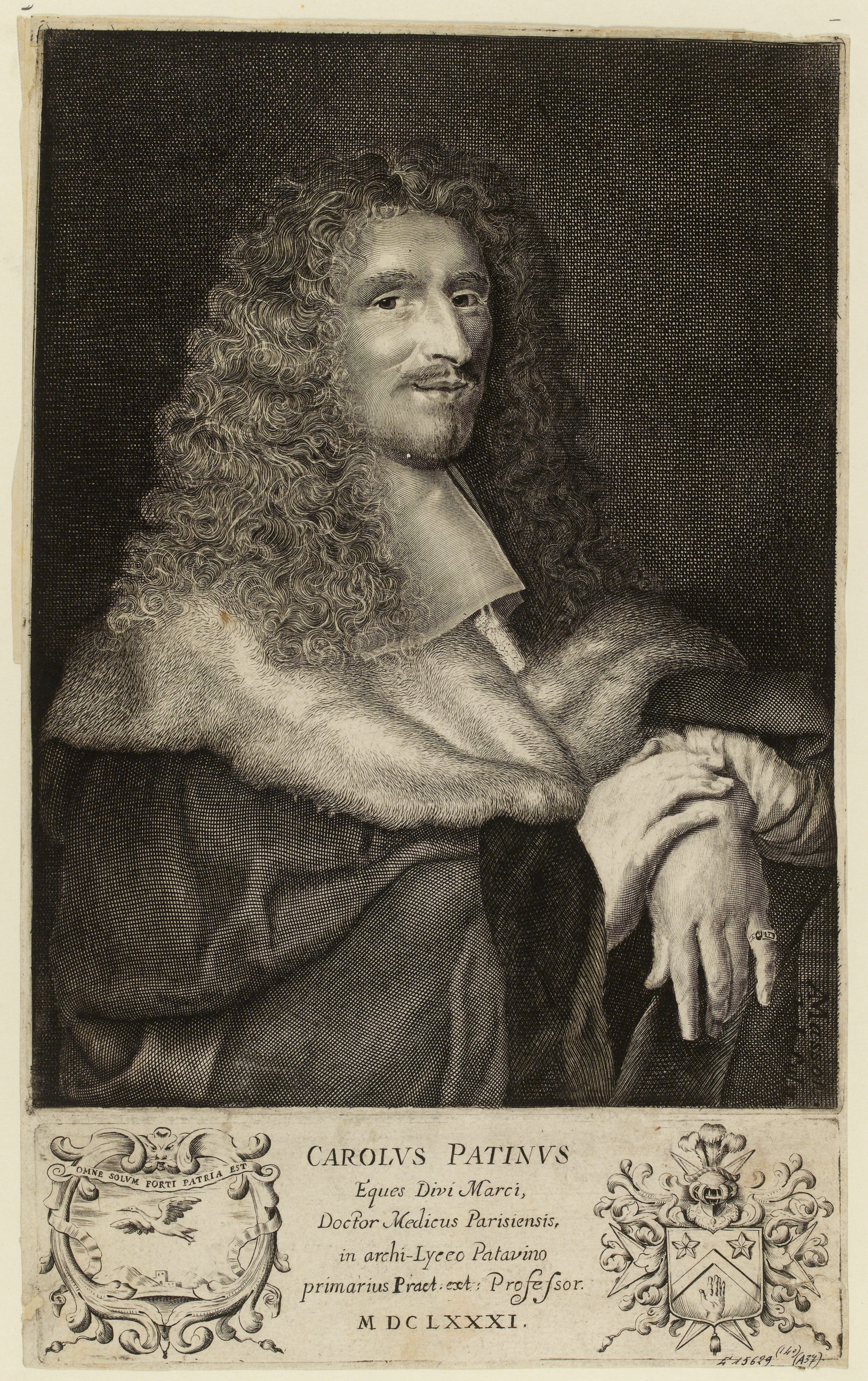
Charles Patin, 1681
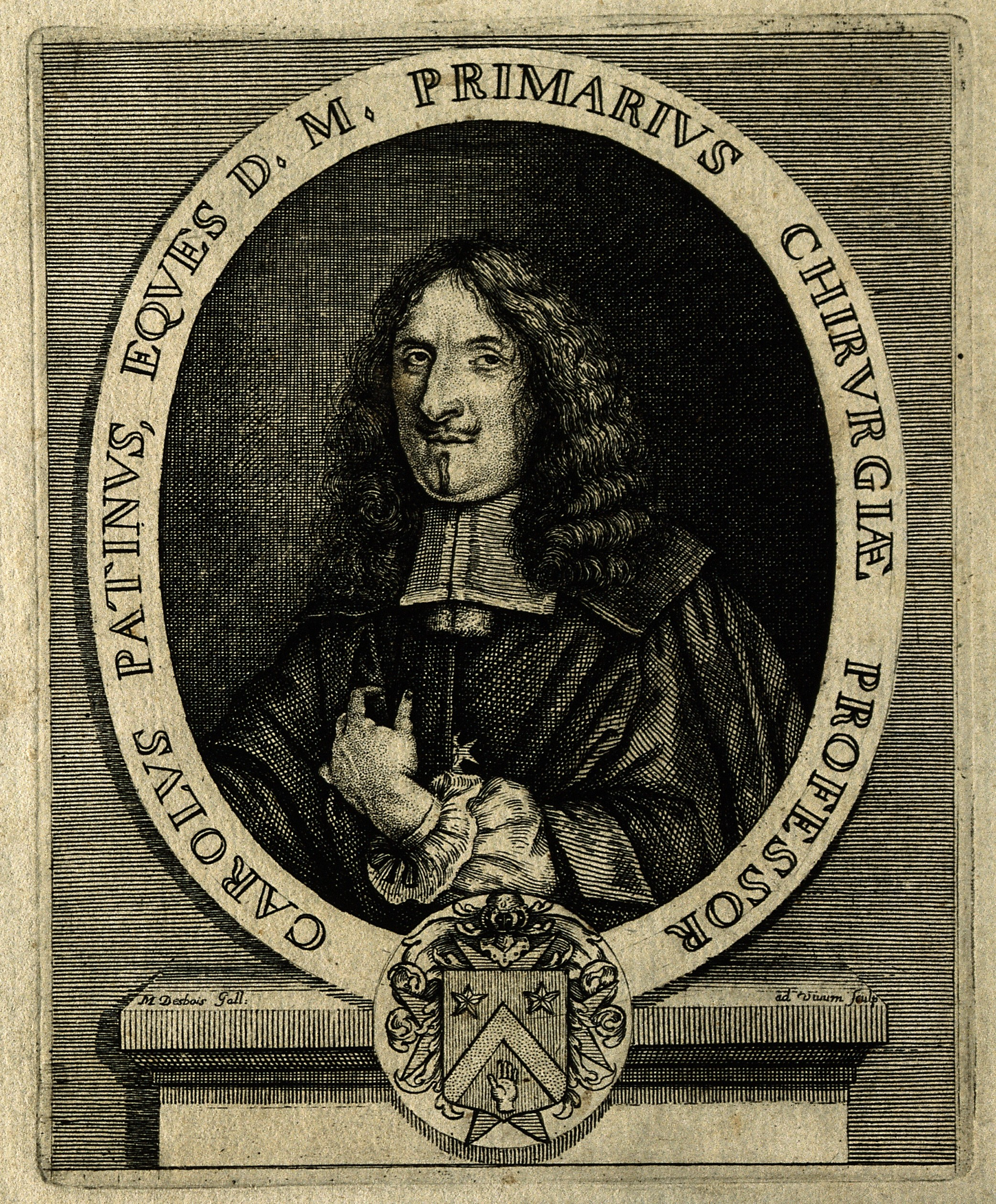
Charles Patin, 1682

## Schriften
Patin hat zahlreiche Schriften publiziert: In seiner Autobiographie von 1681 zählt er bereits 19 Titel auf. Neben der Medizin beschäftigte er sich vor allem mit Numismatik und Archäologie und veröffentlichte unter anderem folgende Werke:

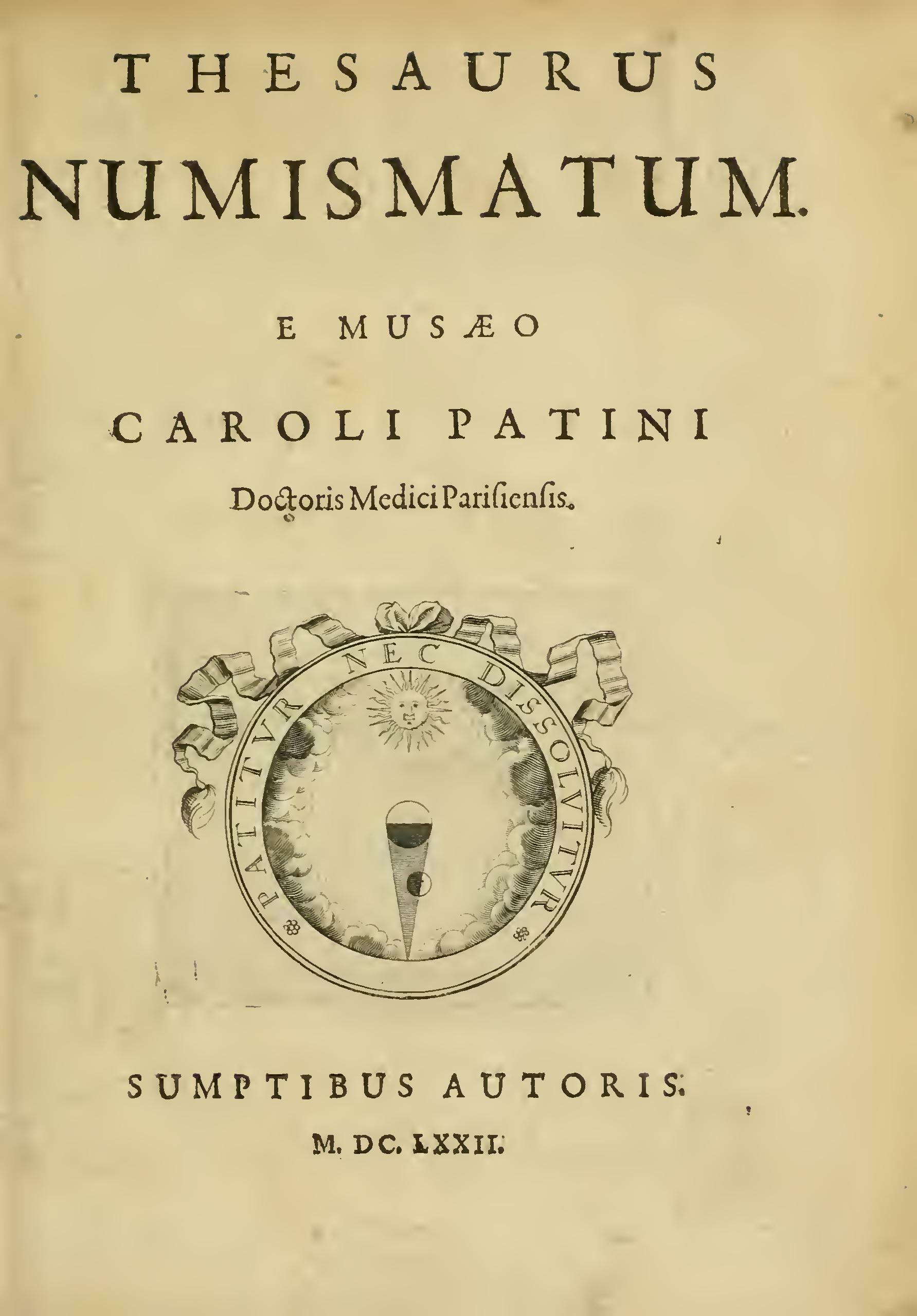
Thesaurus numismatum e musaeo Caroli Patini. Amsterdam 1672.

- Fulvio Orsini: Familiæ romanæ ex antiquis numismatibus, ab urbe  condita ad tempora divi Augusti. Carolus Patin restituit, recognovit, auxit. Jean DuBray, Pierre Variquet, Robert de Ninville, Paris 1665, online.
- Introduction à l’histoire par la connoissance des médailles. Jean DuBray, Pierre Variquet, Paris 1665, online (erweiterte lateinische Fassung: Introductio ad historiam numismatum. Henricus Wetstenius, Amsterdam 1683, online).
- Imperatorum romanorum numismata. Simon Pauli, Straßburg 1671, online.
- Thesaurus numismatum e museo Patini. «sumptibus autoris», Amsterdam 1672, online.
- Quatre relations historiques. Basel 1673. online.
- Lycaeum Patavinum. Petrus Maria Frambotti, Padua 1681, online (darin S. 77–104 seine eigene Lebensbeschreibung bis 1680, diese in französischer Übersetzung).
- Thesaurus numismatum antiquorum et recentiorum, ex auro, argento, & aere, ab ... D. Petro Mauroceno senatore Veneto, serenissimae reipublicae legatus. Io. Franciscus Valvasensis, Venedig 1683, online.